# 型枠支保工の組立て等作業主任者
型枠支保工の組立て等作業主任者（かたわくしほうこうのくみたてとうさぎょうしゅにんしゃ）は、労働安全衛生法に定められた作業主任者(国家資格)のひとつであり、型枠支保工の組立て等作業主任者技能講習を修了した者の中から事業者により選任される。
また、主任者となるための技能講習を修了した者すなわち資格取得者のこと、あるいは資格そのものを指すこともある。

## 概要
- 型枠支保工の組立て又は解体の作業を行う場合において労働災害を防止する。

### 変遷
1989年以前は「型枠」の部分の法令上の表記は「型わく」であったが、同年以降各種法令において順次「型枠」に改められ、資格及び技能講習の名称としての「型枠支保工の組立て等作業主任者」（わく→枠）への改正は2004年3月31日に施行された。

## 受講資格
- 型枠支保工の組立て又は解体に関する作業に3年以上従事した経験を有する者
- 学校教育法による大学、高等専門学校又は高等学校において土木又は建築に関する学科を専攻して卒業した者で、その後2年以上型枠支保工の組立て又は解体に関する作業に従事した経験を有するもの
- 型枠支保工の組立て等作業主任者技能講習規程第1条に定める者

## 技能講習
- 各都道府県により実施頻度等が異なるため、都道府県労働局、労働基準監督署、都道府県労働基準協会などに問い合わせる必要がある。

### 講習科目
1. 型枠及び型枠支保工の組立て、解体等に関する知識
2. 工事用設備、機械、器具、作業環境等に関する知識
3. 作業者に対する教育等に関する知識
4. 関係法令